# Al Gore
Albert Arnold Gore mlajši, ameriški politik, poslovnež in vojni dopisnik, * 31. marec 1948, Washington, D.C.
Gore je bil kongresnik ZDA iz Tennesseeja (1976–1985), senator ZDA iz Tennesseeja (1985–1993) in podpredsednik ZDA (1993–2001). Leta 2001 je bil kandidat Demokratske stranke za predsednika, vendar je tesno izgubil volitve. Izvoljen je bil republikanec George W. Bush.
Leta 2006 je izdal knjigo in posnel dokumentarni film o nevarnostih globalnega segrevanja Neprijetna resnica (An Inconvenient Truth), zakar je prejel Nobelovo nagrado za mir.